# Nadine Sierra

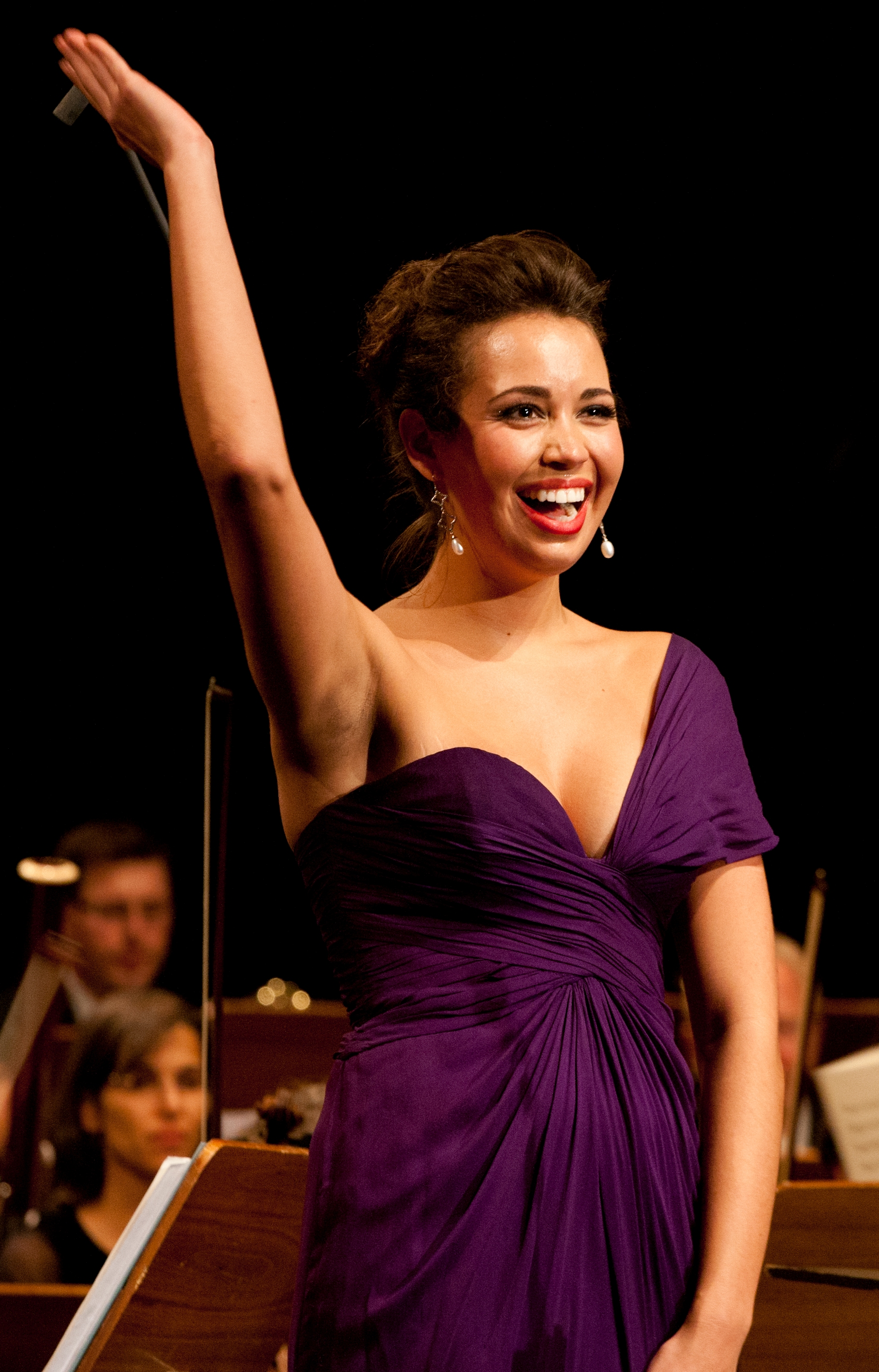
Nadine Sierra 2015

Nadine Sierra (* 14. Mai 1988 in Fort Lauderdale) ist eine US-amerikanische Opernsängerin (Sopran).

## Leben
Sierra wuchs in Fort Lauderdale auf und besuchte in West Palm Beach die Highschool Alexander W. Dreyfoos School of the Arts. Anschließend studierte sie am Konservatorium Mannes College of Music und nahm an der Music Academy of the West Sommerakademie teil, wo sie als bis dahin jüngste Künstlerin den Marilyn Horne Foundation Award erhielt. Mit 14 wurde sie Mitglied des Nachwuchsförderungsprogramms der Palm Beach Opera und gab zwei Jahre später dort ihr Operndebüt als Sandmännchen in Engelbert Humperdincks Hänsel und Gretel.
An der Metropolitan Opera New York debütierte sie 2015 als Gilda in Giuseppe Verdis Rigoletto und wirkte seither an diesem Haus in Rollen wie Violetta (La traviata), Susanna (Le nozze di Figaro) und Juliette (Roméo et Juliette). Im Januar 2016 trat sie im Neujahrskonzert in Venedig mit Stefano Secco auf und sang an der Mailänder Scala die Rolle der Gilda in Rigoletto mit Leo Nucci. Zur Saisoneröffnung der Pariser Oper im Oktober 2016 sang sie die Flavia Gemmira in Francesco Cavallis Eliogabalo. Im Januar 2017 trat sie im Neujahrskonzert in Palermo, im Teatro Massimo, mit Paolo Fanale auf und sang beim Sommerfestival Chorégies d’Orange erneut die Gilda. Im Januar 2019 trat sie im Neujahrskonzert in Venedig, im Teatro La Fenice, mit Francesco Meli auf. Im Jahr 2021 sang sie unter Daniel Barenboim die Susanna Le nozze di Figaro, ohne Publikum aus der Staatsoper Unter den Linden im Radio und Internet übertragen. Im September 2024 gab sie ihr Hausdebüt an der Wiener Staatsoper als Juliette in Charles Gounods Roméo et Juliette.
Bei der Eröffnung des Wiener Opernballs 2025 sang sie den Konzertwalzer Frühlingsstimmen von Johann Strauss (Sohn).

## Auszeichnungen (Auswahl)
- 2007: Palm Beach Opera Vocal Competition
- 2009: Metropolitan Opera National Council Auditions[13]
- 2009: Florida Grand Opera Competition, 1. Preis, Miami[14]
- 2010: Gerda Lissner Foundation Competition, 1. Preis, New York
- 2013: Neue Stimmen, 1. Preis und Publikumspreis, Gütersloh[15]
- 2019: Opus Klassik, Nachwuchskünstlerin Gesang[16]

## Diskografie
- Nadine Sierra – There’s a Place for Us (2018)
- Nadine Sierra, Orchestra Sinfonica Nazionale Della RAI, Riccardo Frizza – Made For Opera (2022)[17]
- Nadine Sierra & Pretty Yende, Orchestre Des Frivolités Parisiennes, Giacomo Sagripanti – In Concert (2024)[18]